# Rzeczyca (powiat świebodziński)
Rzeczyca – wieś w Polsce, położona w województwie lubuskim, w powiecie świebodzińskim, w gminie Świebodzin, w pobliżu drogi krajowej nr 92. Wieś jest siedzibą sołectwa "Rzeczyca" w którego skład wchodzą również miejscowości Leniwka i Wityń.
W latach 1945–54 siedziba gminy Rzeczyca. W latach 1975–1998 miejscowość należała administracyjnie do województwa zielonogórskiego.
Na południowy zachód od Rzeczycy znajduje się jezioro Lubinieckie.
| SIMC    | Nazwa   | Rodzaj |
| ------- | ------- | ------ |
| 0915219 | Leniwka | osada  |

## Zabytki
Do wojewódzkiego rejestru zabytków wpisany jest:
- kościół ewangelicki, obecnie rzymskokatolicki filialny pod wezwaniem Świętego Krzyża, z 1834 roku, neoklasycystyczny, salowy, z wieżą[7]